# Michael Ball (sångare)
Michael Ashley Ball OBE, född 27 juni 1962 i Bromsgrove i Worcestershire, är en brittisk musikalartist. Han slog igenom 1985 i musikalen Les Miserables där han spelar Marius. Har sedan gjort sig mest känd genom att spela med i flera av Andrew Lloyd Webbers musikaler, såsom Fantomen på operan, Aspects of Love och Sunset Boulevard. År 2008 vann han Olivier Award för sin roll i musikalen Hairspray. Han representerade Storbritannien i Eurovision Song Contest 1992 med låten "One Step out of Time" och kom på andra plats.

## Diskografi (urval)
Soloalbum
- Michael Ball (1992)
- Always (1993)
- One Careful Owner (1994)
- First Love (1995)
- The Musicals (1996)
- The Movies (1998)
- The Very Best of Michael Ball – In Concert at the Royal Albert Hall (1999)
- Christmas (1999 & 2000)
- This Time... It's Personal (2000)
- Centre Stage (2001)
- A Love Story (2003)
- Love Changes Everything – The Essential Michael Ball (2004)
- Music (2005)
- One Voice (2006)
- Back to Bacharach (2007)
- Past and Present: The Very Best of Michael Ball (2009)
- Heroes (2011)
- Both Sides Now (2013)
- If Everyone Was Listening (2014)
- Coming Home to You (2019)